# Craterocephalus lacustris
Craterocephalus lacustris је зракоперка из реда Atheriniformes.

## Угроженост
Ова врста се сматра рањивом у погледу угрожености врсте од изумирања.

## Распрострањење
Ареал врсте је ограничен на једну државу. 
Папуа Нова Гвинеја је једино познато природно станиште врсте.

## Станиште
Станишта врсте су језера и језерски екосистеми и слатководна подручја. 
Врста је присутна на подручју острва Нова Гвинеја.